# Arthur M. Beaupre

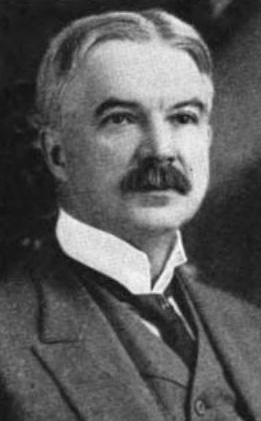
Arthur M. Beaupre (1911)

Arthur Matthias Beaupre (* 28. Juli 1853 in Oswego, Illinois; † 13. September 1919 in Chicago) war ein US-amerikanischer Journalist, Jurist und Diplomat, der unter anderem von 1904 bis 1908 Gesandter in Argentinien, anschließend von 1908 bis 1911 Gesandter in den Niederlanden sowie von 1911 bis 1913 Gesandter der Vereinigten Staaten in Kuba war.

## Leben
Arthur Matthias Beaupre, drittes von vier Kindern von Matthias Beaupre (1814–1873) und Sarah J. Patrick Beaupre (1821–1892), war nach dem Schulbesuch seit 1869 zunächst als Reporter für die DeKalb County News tätig. Danach absolvierte er ein Studium der Rechtswissenschaften und war nach seiner Zulassung zum Rechtsanwalt (Attorney) bei der Illinois State Bar Association 1874 erst Bürovorsteher des Stadtgerichts von Aurora sowie danach zwischen 1886 und 1894 erst stellvertretender Vorsteher und danach Bürovorsteher des Gerichts von Kane County. 1894 wechselte er in den diplomatischen Dienst des US-Außenministeriums (US State Department) und war zwischen 1897 und 1899 zunächst Generalkonsul in Guatemala-Stadt sowie im Anschluss von 1899 bis 1903 Generalkonsul in Bogotá.
Am 12. Februar 1903 wurde Beaupre zum Gesandten der Vereinigten Staaten in Kolumbien ernannt und überreichte dort am 13. April 1903 als Nachfolger von Charles Burdett Hart seine Akkreditierung. Er verblieb allerdings nur wenige Monate bis zum 19. Dezember 1903 auf diesem Posten und wurde daraufhin von William W. Russell abgelöst. Daraufhin wurde er am 17. März 1904 zum Gesandten in Argentinien berufen und übergab als Nachfolger von John Barrett am 17. Juni 1904 sein Beglaubigungsschreiben. Das Amt als Gesandter in der Argentinischen Republik behielt er bis zum 2. Mai 1908, woraufhin Spencer F. Eddy seine dortige Nachfolge antrat.
Bereits am 2. April wurde Arthur M. Beaupre zum Gesandten in den Niederlanden ernannt, wo er am 15. Juni 1908 seine Akkreditierung als Nachfolger von David Jayne Hill überreichte. Er wurde von diesem Posten am 25. November 1911 abberufen und daraufhin von Lloyd Bryce abgelöst. Zugleich war er in Personalunion nach seiner Ernennung am 2. April 1908 zwischen dem 8. Juli 1908 und dem 25. September 1911 auch als Gesandter in Luxemburg mit Dienstsitz in Den Haag akkreditiert. Zuletzt wurde er am 12. August 1911 zum Gesandten der Vereinigten Staaten in Kuba ernannt und übergab dort am 18. Dezember 1911 als Nachfolger von John B. Jackson. Diese Funktion bekleidete er bis zum 28. Juni 1913, woraufhin William Elliott Gonzales ihn ablöste. Im Anschluss trat er in den Ruhestand.
Aus seiner am 20. Oktober 1880 geschlossenen Ehe mit Mary Marsh Beaupre (1863–1947) ging die Tochter Beatrice Beaupre Dickson (1885–1946) hervor. Sein Schwiegervater Charles Wesley Marsh und der Onkel seiner Ehefrau, W. W. Marsh, waren die Mitgründer von Marsh, Steward & Company, die ein Patent auf Mähdrescher hatten. Er erlitt am 11. September 1919 einen Schlaganfall, an dessen Folgen er zwei Tage später am 13. September 1919, verstarb. Nach seinem Tode wurde er auf dem Graceland Cemetery in Chicago beigesetzt.